# Kooptation
Kooptation (lateinisch cooptatio), auch Kooption oder Kooptierung, ist die Ergänzungswahl, Zuwahl, Aufnahme oder Wahl von Mitgliedern durch die übrigen Mitglieder einer Gemeinschaft.
Sie ist heute in politischen, kirchlichen und gesellschaftlichen Verbänden sowie an Hochschulen in Gebrauch und bezeichnet allgemein die Möglichkeit von Einrichtungen, Gremien oder Organen, selbst Nachfolger für ausgeschiedene Mitglieder oder zusätzliche Mitglieder zu wählen. Sie ist zum Beispiel sinnvoll, wenn es darum geht, Personen mit besonderer Sachkenntnis oder Vertreter bestimmter Organisationen in die laufende Gremienarbeit zu integrieren.
Beispiele für Formen der Kooptation:
- Viele antike Priesterkollegien ergänzten sich durch Zuwahl
- Auch die Nachfolgeregelung in der spätrömischen Tetrarchie des späten 3. Jahrhunderts nach Christus folgte diesem Prinzip
- Heutzutage werden insbesondere Hochschullehrer als Angehörige der Fakultäten bzw. Fachbereiche von Universitäten und Fachhochschulen durch die bereits amtierenden Professoren kooptiert (siehe auch: Berufungsverfahren und Meritokratie)
- Mitglieder der Logen der Freimaurer (siehe auch: Kugelung)
- Rotary, Kiwanis, Lions Club, Round Table
- Mitglieder des Internationalen Komitees vom Roten Kreuz (IKRK)
- Mitglieder eines Stiftungsvorstandes oder -beirates
- Mitglieder der Académie Française und zahlreicher anderer Wissenschaftsakademien
- Mitglieder des Deutschen Archäologischen Instituts
- Mitglieder des (heutigen) Ordens Pour le Mérite
- Mitglieder des Internationalen Olympischen Komitees
- Kooptierte Mitglieder der Vollversammlungen der deutschen Industrie- und Handelskammern

Für die Wahl von Regierungen, Parlamenten oder anderen Repräsentativorganen wäre das Verfahren der Kooptation hingegen nicht mit einem demokratischen Verständnis vereinbar. Hier hätte sie einen gänzlich undemokratischen, oligarchischen Charakter, da Entscheidungsträger auch nicht stimmberechtigte Personen vertreten würden. Kooptation kann geschlossene und kohäsive Gruppen schaffen, da die aktuellen Mitglieder meist ihresgleichen rekrutieren und Andersdenkende durch die eigene Einigkeit ausschließen können.